# Vieilles chansons de France
Albums de Nana Mouskouri
Une voix qui vient du cœur
(1972) Que je sois un ange
(1974)
Vieilles chansons de France est un album français de la chanteuse Nana Mouskouri paru en France chez Fontana en 1973. Le disque s'est vendu en 1973 à plus de 250 000 exemplaires en France. Nana enregistrera un autre album contenant des chansons traditionnelles françaises en 1978 avec l'album Nouvelles chansons de la vieille France.
Autour de 1910, Marya Delvard et Marc Henry publiaient une série de 7 recueils sous le même titre Vieilles chansons de France.

## Liste des titres
| 1.                     | Le Roi a fait battre tambour | Traditionnel, Georges Petsilas     | 3:45 |
| 2.                     | Belle doëtte                 | Traditionnel, Christian Chevallier | 4:20 |
| 3.                     | Voici le mois de May         | Traditionnel, Georges Petsilas     | 2:00 |
| 4.                     | Pauvre Rutebeuf              | Léo Ferré, Rutebeuf                | 3:50 |
| 5.                     | A la claire fontaine         | Traditionnel, Georges Petsilas     | 2:48 |
| 6.                     | Le Temps des cerises         | A. Renard, Jean Baptiste Clément   | 3:00 |
| 7.                     | L'amour de moy               | Traditionnel, Alain Goraguer       | 3:10 |
| 8.                     | Le Pont de Nantes            | Traditionnel, Christian Chevallier | 2:40 |
| 9.                     | Brave marin                  | Traditionnel, Georges Petsilas     | 3:55 |
| 10.                    | Aux marches du palais        | Traditionnel, Georges Petsilas     | 4:05 |
| 11.                    | V'la le bon vent             | Traditionnel, Georges Petsilas     | 2:55 |
| 12.                    | Plaisir d'amour              | Martini, Alain Goraguer            | 3:25 |
| 39 minutes 53 secondes |                              |                                    |      |